# The Aurora Veil
The Aurora Veil è un demo del gruppo musicale australiano Ne Obliviscaris, autoprodotto e pubblicato nel 2007.

## Descrizione
Contiene tre brani successivamente riarrangiati e pubblicati cinque anni più tardi nell'album di debutto del gruppo, Portal of I.
Nel giugno 2013 l'etichetta discografica finlandese Blood Music ha ripubblicato una versione rimasterizzata del demo nel formato LP in tiratura limitata a 100 copie.

## Tracce
Testi di Xenoyr, musiche dei Ne Obliviscaris.
1. Tapestry of the Starless Abstract – 11:55
2. Forget Not – 11:51
3. As Icicles Fall – 9:25

## Formazione
Gruppo
- Xenoyr – voce death
- Tim Charles – violino, voce melodica
- Matt Klavins – chitarra
- Benjamin Baret – chitarra solista, chitarra acustica
- Brendan "Cygnus" Brown – basso
- Daniel "Mortuary" Presland – batteria

Produzione
- Endel Rivers – produzione, ingegneria del suono, missaggio
- Tim Charles – coproduzione
- Joseph Carra – mastering